# Orzeł za najlepszy scenariusz
Najlepszy scenariusz to jedna z kategorii Polskich Nagród Filmowych. Nagrodę w tej kategorii po raz pierwszy wręczono podczas 1. ceremonii wręczenia Orłów, która odbyła się 21 czerwca 1999 roku (nagrody przyznano za rok 1998). Pierwszym laureatem nagrody został Jiří Křižan i jego scenariusz do filmu Zabić Sekala
Najczęściej nominowane są scenariusze Wojciecha Smarzowskiego – pięć nominacji. Najczęściej nagradzanymi scenarzystami są Marek Koterski i Wojciech Smarzowski, którzy otrzymali po dwie nagrody.

## Laureaci i nominowani

### 1990–1999
- 1998 Jiří Křižan − Zabić Sekala
  - Jan Jakub Kolski − Historia kina w Popielawach
  - Leszek Wosiewicz − Kroniki domowe
  - Dorota Kędzierzawska − Nic
  - Zofia Miller − U Pana Boga za piecem
  - Andrzej Kondratiuk − Złote runo

- 1999 Krzysztof Krauze i Jerzy Morawski − Dług
  - Robert Brutter i Maciej Dutkiewicz − Fuks
  - Andrzej Wajda − Pan Tadeusz
  - Jerzy Stuhr − Tydzień z życia mężczyzny
  - Lech J. Majewski i Maciej Melecki − Wojaczek

### 2000–2009
- 2000 Krzysztof Zanussi − Życie jako śmiertelna choroba przenoszona drogą płciową
  - Márta Mészáros i Maciej Karpiński − Córy szczęścia
  - Cezary Harasimowicz − Daleko od okna
  - Krzysztof Kieślowski − Duże zwierzę
  - Jan Purzycki − Prymas. Trzy lata z tysiąca

- 2001 Jacek Wyszomirski, Robert Gliński − Cześć Tereska
  - Lech J. Majewski, Bronisław Maj i Ireneusz Śiwiński − Angelus
  - Yurek Bogayewicz − Boże skrawki
  - Mariusz Malec − Człowiek wózków
  - Piotr Wereśniak − Stacja
  - Wojciech Marczewski − Weiser

- 2002 Marek Koterski − Dzień świra
  - Wojciech Lepianka i Piotr Trzaskalski − Edi
  - Przemysław Wojcieszek − Głośniej od bomb
  - Ronald Harwood − Pianista
  - Anna Świerkocka i Maciej Świerkocki − Tam i z powrotem

- 2003 Andrzej Jakimowski − Zmruż oczy
  - Ryszard Brylski − Żurek
  - Dariusz Gajewski i Mateusz Bednarkiewicz − Warszawa

- 2004 Wojciech Smarzowski − Wesele
  - Wojciech Kuczok − Pręgi
  - Juliusz Machulski − Vinci
  - Krzysztof Krauze i Joanna Kos-Krauze − Mój Nikifor

- 2005 Grzegorz Łoszewski − Komornik
  - Dorota Kędzierzawska − Jestem
  - Krzysztof Zanussi − Persona non grata

- 2006 Marek Koterski − Wszyscy jesteśmy Chrystusami
  - Jarosław Sokół − Statyści
  - Krzysztof Krauze i Joanna Kos-Krauze − Plac Zbawiciela

- 2007 Andrzej Barański − Parę osób, mały czas
  - Andrzej Jakimowski − Sztuczki
  - Dorota Kędzierzawska − Pora umierać

- 2008 Waldemar Krzystek − Mała Moskwa
  - Małgorzata Szumowska − 33 sceny z życia
  - Ewa Piaskowska i Jerzy Skolimowski − Cztery noce z Anną

- 2009 Andrzej Bart − Rewers
  - Wojciech Smarzowski i Łukasz Kośmicki − Dom zły
  - Ryszard Bugajski i Krzysztof Łukaszewicz − Generał Nil

### 2010–2019
- 2010 Jacek Borcuch − Wszystko, co kocham
  - Feliks Falk − Joanna
  - Jerzy Skolimowski i Ewa Piaskowska − Essential Killing

- 2011 Michał Szczerbic – Róża
  - Greg Zglinski, Janusz Margański – Wymyk
  - David F. Shamoon – W ciemności
  - Jan Komasa – Sala samobójców

- 2012 Wojciech Smarzowski − Drogówka
  - Maciej Pisuk − Jesteś Bogiem
  - Marcin Krzyształowicz − Obława
  - Roman Polański, Yasmina Reza − Rzeź

- 2013 Maciej Pieprzyca – Chce się żyć
  - Andrzej Jakimowski – Imagine
  - Paweł Pawlikowski, Rebecca Lenkiewicz – Ida

- 2014 Krzysztof Rak – Bogowie
  - Władysław Pasikowski – Jack Strong
  - Wojciech Smarzowski – Pod Mocnym Aniołem

- 2015 Kinga Dębska – Moje córki krowy
  - Jerzy Skolimowski – 11 minut
  - Michał Englert, Małgorzata Szumowska – Body/Ciało

- 2016 Robert Bolesto – Ostatnia rodzina
  - Maciej Pieprzyca – Jestem mordercą
  - Wojciech Smarzowski – Wołyń

- 2017 Piotr Domalewski – Cicha noc
  - Olga Tokarczuk, Agnieszka Holland – Pokot
  - Krzysztof Rak – Sztuka kochania. Historia Michaliny Wisłockiej

- 2018 Paweł Pawlikowski i Janusz Głowacki – Zimna wojna
  - Marek Koterski – 7 uczuć
  - Wojciech Smarzowski i Wojciech Rzehak – Kler

- 2019 Mateusz Pacewicz – Boże Ciało
  - Maciej Pieprzyca – Ikar. Legenda Mietka Kosza
  - Andrzej Żuławski – Mowa ptaków
  - Andrea Chalupa – Obywatel Jones
  - Marcin Krzyształowicz i Andrzej Gołda – Pan T.

### 2020–2029
- 2020 Mariusz Wilczyński – Zabij to i wyjedź z tego miasta
  - Andrzej Gołda – 25 lat niewinności. Sprawa Tomka Komendy
  - Piotr Domalewski – Jak najdalej stąd
  - Mateusz Pacewicz – Sala samobójców. Hejter
  - Marek Epstein – Szarlatan

- 2021 Jasmila Žbanić – Aida
  - Łukasz Grzegorzek – Moje wspaniałe życie
  - Wojciech Smarzowski – Wesele
  - Łukasz Ronduda, Michał Oleszczyk, Katarzyna Sarnowska - Wszystkie nasze strachy
  - Kaja Krawczyk-Wnuk – Żeby nie było śladów

- 2022 Jerzy Skolimowski, Ewa Piaskowska – IO
  - Damian Kocur – Chleb i sól
  - Aleksandra Terpińska – Inni ludzie
  - Maciej Kraszewski – Johnny
  - Anna Jadowska – Kobieta na dachu
  - Jacek Lusiński, Szymon Augustyniak – Śubuk

## Najczęściej nominowani (do 2018 włącznie)
- 7 nominacji
  - Wojciech Smarzowski − Wesele, Dom zły, Drogówka, Pod Mocnym Aniołem, Wołyń, Kler, Wesele
- 3 nominacje:
  - Andrzej Jakimowski − Zmruż oczy, Sztuczki, Imagine
  - Dorota Kędzierzawska − Nic, Jestem, Pora umierać
  - Marek Koterski − Dzień świra, Wszyscy jesteśmy Chrystusami, 7 uczuć
  - Krzysztof Krauze − Dług, Mój Nikifor, Plac Zbawiciela
  - Maciej Pieprzyca – Chce się żyć, Jestem mordercą, Ikar. Legenda Mietka Kosza
  - Jerzy Skolimowski − Cztery noce z Anną, Essential Killing, 11 minut

- 2 nominacje:
  - Piotr Domalewski − Cicha noc,  Jak najdalej stąd
  - Joanna Kos-Krauze − Mój Nikifor, Plac Zbawiciela
  - Lech J. Majewski − Wojaczek, Angelus
  - Ewa Piaskowska − Cztery noce z Anną, Essential Killing
  - Małgorzata Szumowska – 33 sceny z życia, Body/Ciało
  - Krzysztof Zanussi − Życie jako śmiertelna choroba przenoszona drogą płciową, Persona non grata

## Najczęściej nagradzani (do 2018 włącznie)
- 2 nagrody:
  - Marek Koterski − Dzień świra, Wszyscy jesteśmy Chrystusami
  - Wojciech Smarzowski − Wesele, Drogówka